# 翡翠樹蚺
翡翠樹蚺（學名：Corallus caninus），又名翡翠蟒，是一種分佈在南美洲雨林及沒有毒的蚺亞科。其下現時沒有發現亞種。

## 特徵
成年的翡翠樹蚺長約1.8米。它們的門齒高度發育，比其他無毒的蛇在比例上較大。翡翠樹蚺呈翡翠綠色，背上有閃電狀不規則的斑紋直至黃色的腹部。它們在南美洲同類來說算是鮮艷。幼蛇的顏色各有不同，由淺及深橙色至磚紅色都有，要長大到9-12個月才會變成翡翠綠色。
不同地方的翡翠樹蚺形態上也有不同，令學者考慮是否應分類為新的亞種。Corallus batesii是其中一種形態變異，但卻未被完全接納。在亞瑪遜河發現的Corallus batesii標本，傾向發育成較大的體型，長達2.1-2.7米，平均長度達1.8米。在秘魯南端的群落，其顏色也較深色。亞瑪遜盆地標本背上一般都有一條白線，但北方群落的白紋則各有不同。亞瑪遜盆地標本的鼻端鱗片較北方、南方及西方群落的為細小。翡翠樹蚺及Corallus batesii也有混種。
翡翠樹蚺與東南亞及澳洲的綠樹蟒外表非常相似。不過它們並非近親，是為一種趨同演化。

## 分佈
翡翠樹蚺分佈在南美洲亞瑪遜盆地的哥倫比亞、厄瓜多爾、秘魯、玻利維亞北部及巴西，並由委內瑞拉至蘇利南及圭亞那。在亞瑪遜盆地有一些變異群落，分佈在蘇利南南部、圭亞那南部、委內瑞拉南部至哥倫比亞、秘魯及巴西、與及亞瑪遜河周邊的森林。

## 行為

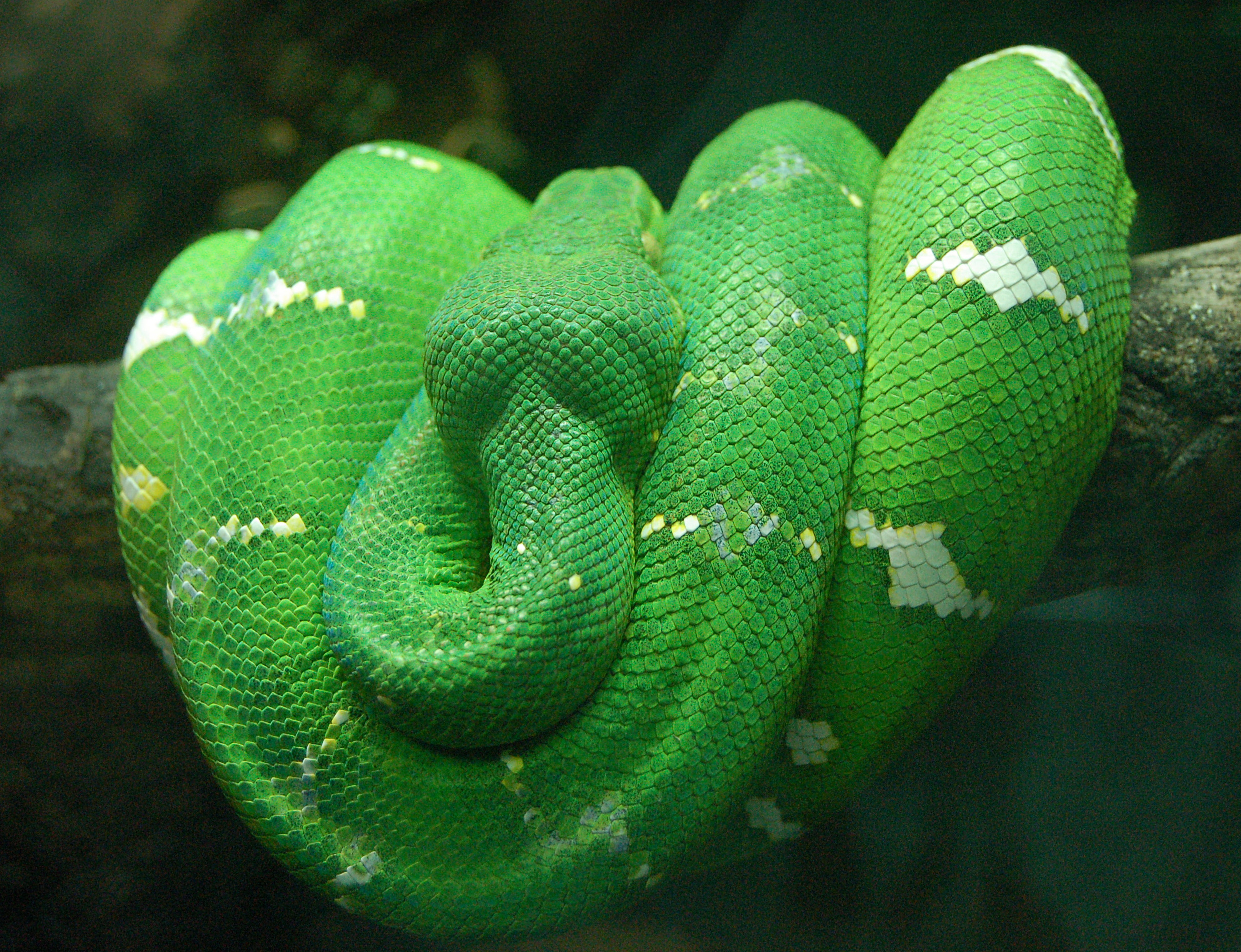
正在休息的翡翠樹蚺。

翡翠樹蚺是完全夜間活動及樹棲的。日間它們會捲曲身體在樹板上，頭部躺在中間。晚間，它們會繼續捲在樹枝上，但會將頭向下伸，準備攻擊。它們會維持其姿勢，等待其下走過的獵物。它們會用長的門齒來咬住獵物，將之纏繞至窒息。

## 食性
翡翠樹蚺主要吃細小的哺乳動物，但也會吃較為細小的鳥類、蜥蜴及青蛙。由於它們的代謝率極低，它們較地棲的物種獵食得較少，可以隔幾個月才吃一餐。幼蛇及初生的也會吃蜥蜴及青蛙，尤其是玻璃蛙。

## 繁殖
翡翠樹蚺是卵胎生的。雌蛇一次平均可以生6-14條幼蛇，有時甚至更多。初生的幼蛇呈磚紅色至橙色，在12個月的成長期中逐漸變成翡翠綠色。

## 外部連結
- Corallus.com: Corallus Dot Com
- Amazon Basins LLC （页面存档备份，存于）